# 天主教孔迪亞瓦教區
天主教孔迪亞瓦教區（拉丁語：Dioecesis Kundiavana）是巴布亞紐幾內亞一個羅馬天主教教區，屬芒特哈根總教區。
教區成立於1982年6月8日，位於欽布省。2004年有教友102,208人（佔轄區總人口36.5%）、十七個堂區、十九名司鐸。教區主教現時出缺，榮休主教為亨利·特-馬爾森。